# Владимирское (Нижегородская область)
Влади́мирское — село в Воскресенском районе Нижегородской области, административный центр Владимирского сельсовета. Имеет 6 улиц и два переулка. Центральная — ул. Советская.

## География
Село располагается в низменной равнине, которая носит название Волжско-Ветлужской низины, низменного левобережья (Заволжья) Нижегородской области в километре от озера Светлояр и на левом берегу небольшой ямной родниковой реки Люнды — правый приток Ветлуги. Его окружают южно-таёжные, смешанные и широколиственные леса, богатые грибами и ягодами. В радиусе 5 км от него располагаются множество больших болот. Как и во всём Заволжье, преобладают хвойные (ель, сосна) и смешанные леса (в основном берёза, лиственница, редко — липа). Климат умеренно-континентальный с холодной продолжительной зимой и тёплым сравнительно коротким летом.

## История
Время точного основания поселения на данный момент не установлено. По одним источникам до XVIII века село называлась Люндой, по имени реки Люнды, на берегах поймы которой оно располагалось. Своё сегодняшнее название село получило в XVII веке, в честь храма Владимирской иконы Божией Матери.
В разные годы село посещали П. И. Мельников-Печерский, В. Г. Короленко, М. М. Пришвин, И. С. Глазунов, а также И. Ф. Ковалёв, который два года проучился в местной школе. Существует убеждение, что и Максим Горький, обвинявший крестьянство в показной религиозности, тоже проявлял интерес к этому месту. Заметок об этом к сожалению не сохранилось. 
В настоящее время село имеет 8 улиц: Советская (центральная улица), Октябрьская, имени 1-го Мая, Культуры, Пролетарская, Школьная, Новая, Хуторская и два переулка: Алмазный, Садовый.

## Население
| 1999 | 2002 | 2010 |
| ---- | ---- | ---- |
| 689  | ↗708 | ↘696 |

## Инфраструктура
- Мини-гостиница (комнаты отдыха) «Светлояр»
- Гостиница «Святогор»
- Гостевой дом «Белая дача»
- Почта
- Сберкасса
- Аптека
- Амбулатория
- Магазин «Слобода»
- Магазин «Анна» ИЧП
- Магазин «Продукты» ИЧП
- Музейно-образовательный комплекс «Китежская Русь»: выставочный зал «Китежская Русь», историко-художественный музей «Китеж», выставочный зал детского центра культуры «Китеж»[6]
- МОУ Владимирская средняя общеобразовательная школа
- Сельский информационный центр (на базе сельской библиотеки им. С. В. Афоньшина)
- Офис информационного центра по туризму
- Информационный центр природного парка «Воскресенское Поветлужье»
- Центр развития Нижегородского Заволжья
- Усадьба «Стрижели» Научно-исследовательского института психотравм личности (НИИПЛ)

## Достопримечательности
Село получило известность благодаря традиции почитания расположенного неподалёку озера Светлояр, именуемого до революции Светлый Яр, и некогда, по преданиям, расположенному на его месте граду Китежу, скрывшемуся от отрядов хана Батыя во времена татаро-монгольского нашествия.
Традиция проведения крёстных ходов вокруг озера в праздник Владимирской иконы Божией Матери, была возобновлена в начале 1990-х годов, после открытия церкви. Массовые же паломничества на озеро Светлояр не прекращались и в советский период, однако преследовались государством. Так например в 1953 году уполномоченный по делам религии Богданов насчитал 13 машин, на которых приехали «ответственные работники Семёновского райисполкома».
Легенда Китеж-града и озеро Светлояр привлекает тысячи паломников различных вероисповеданий (конфессий), в основном православных и староверов. В селе находятся 4 церкви, две из которых действующие
- - Храм во имя Владимирской иконы Божией Матери. — одна из старейших сохранившихся деревянных построек в Нижегородском Поволжье, возведённая в 1766 году. В 1834 и 1846 годах были проведены реконструкции, в результате которых храм приобрёл свой современный внешний облик. Точная дата его закрытия остаётся неустановленной. По воспоминаниям местных жителей, демонтаж колоколов и фактическое прекращение деятельности храма произошли уже в конце 1920-х годов. Вместе с тем, в протоколах допросов священника села Владимирское Семёна Васильевича Татаренко (Татарова), расстрелянного в декабре 1937 года, упоминается существование церковного совета в этот период. В материалах следственных дел, связанных как со священником Татаренко, так и с георгиевским кавалером Михаилом Павловичем Ватрухиным (служившим регентом), фигурируют обвинения в проведении ими богослужений, что противоречит факту существования в те годы открыто действующего прихода. По данным допросов, службы тайно совершались в молитвенном доме, принадлежавшем схимонахине Марии Умновой, которая ранее проживала в кельях у озера Светлояр вместе с двумя послушницами.
- Часовня Флора и Лавра (1824? — 1844) обязана своим появлением местным крестьянам Никифору Артемьеву и Гавриле Афанасьеву, которые просили перенести старое кладбище и часовню к озеру, объясняя это сырым и болотистым грунтом существовавшего кладбища. Духовная консистория удовлетворила просьбу, но крестьяне перенесли и перестроили старую часовню вместо постройки новой церкви. Часовня была деревянной, с трапезной и алтарем. Главка обита белым железом, имела два окна с решетками. В ней находились иконы: Вознесения Господня, Владимирской Божией Матери, Воздвижения Креста Господня, Николая Чудотворца, Живоначальной Троицы и Успения Божией Матери. Имущественный спор о доходах с местным благочинным и многочисленные жалобы и доносы протоиерея Пётра Смирнова, в том числе что собравшиеся читают «Летописец…», а одно из деревьев «столь обожается, что из-под корней его вырыта глубокая яма земли, корни и ствол огрызены и оттого половина оного посохла» в конце концов приводят к тому, что под наблюдением станового пристава часовня была разобрана, а особо почитаемая береза срублена[8].
- Часовня Владимирской Божьей Матери  находилась на берегу озера Светлояр около 80 лет, вблизи ныне существующей. Её паперть располагалась на уровне поклонного камня «стопочка Богородицы», служившего фундаментом. В часовне регулярно проводились богослужения. В конце 1920-х годов часовня была разрушена, а её бревна перенесены в деревню Осиновка для строительства школы, которая вскоре сгорела. Рядом с часовней находилась обитель схимницы Ювеналии (в миру Марии Умновой), где также проживали две послушницы. В конце 1930-х годов обитель была уничтожена, а её обитательницы выселены или сосланы.
  - Часовня во имя иконы Казанской Богоматери  на озере Светлояр была построена в 2000–2001 годах на средства Сергея Васильевича Воронова в рамках предвыборной борьбы на пути избрания в Нижегородскую думу. Воронов  также основал фонды имени Варнавы Ветлужского и «Светлояр».  После завершения строительства часовня долгое время не использовалась для богослужений. В настоящее время она открыта для посетителей с мая по октябрь ежедневно с 12:00 до 15:00, однако регулярные богослужения не проводятся. Внутри часовни, помимо церковной утвари, представлены репродукции известных икон на стенах, а также предлагаются свечи и другая религиозная продукция. "Святыни, которым можно поклониться в нашем храме, обладают особой благодатью, верующие прикладывают к ним свои личные иконы для благословения, которые с благоговением увозят в свои дома, передаются близким", утверждается на сайте храма. Действующем иереем храма регулярно проводятся крестные ходы на озере Светлояр посвященные "за Победу" с молением и освещением флага.

- Храм во имя Владимирской иконы Божией Матери
- Храм-часовня во имя иконы Казанской Богоматери
- Храм во имя Николая Чудотворца

Активная художественно-просветительская деятельность последователей учения Николая Рериха с начала девяностых годов внесла особенный вклад и колорит в культурную жизнь села. Было организовано и проведено много симпозиумов и встреч, открыт выставочный зал «Сантана», музей керамики и другие культурные заведения.
Возникновение задуманного как первый в России оптический театр, музея-заповедника «Град Китеж» в основе своей имело также конфликт Центра-музея им. Н. К. Рериха (МЦР) и создателя Оптического театра С. М. Зорина. На данный момент здание театра при непосредственном участии губернатора Нижегородской области Валерия Шанцева построено, и служит местом сосредоточения культурных и организационных мероприятий села Владимирское.
У храма во имя Владимирской иконы Божией Матери располагалось кладбище, где были похоронены духовные лица и значимые личности, сыгравшие важную роль в истории села.  Могилы и захоронения утрачены. Особым вниманием сегодня служат памятники участникам войн. Так, в селе  обновлен памятник воинам, погибшим во время Великой Отечественной войны, установлен монумент полному Георгиевскому кавалеру Михаилу Павловичу Ватрухину.

## Персоналии
- Сергей Васильевич Афоньшин (1908—1984) — писатель-сказочник. В целях увековечения памяти земляка, нижегородского писателя-сказочника, участника Великой Отечественной войны С. В. Афоньшина по инициативе центральной библиотеки 4 мая 2005 г. распоряжением губернатора Нижегородской области Владимирской сельской библиотеке — филиалу ЦБС Воскресенского района присвоено имя С. В. Афоньшина.

## Статус
Постановлением Правительства Нижегородской области № 17 от 20.01.2015 село Владимирское было включено в Единый государственный реестр объектов культурного наследия (памятников истории и культуры) народов Российской Федерации как объект культурного наследия муниципального (местного) значения в составе комплекса «Культурно-ландшафтный комплекс „Озеро Светлояр и село Владимирское“».